# Еш сюр Алзет
 Тази статия е за града в Люксембург.  За кантона вижте Еш сюр Алзет (кантон).  
Еш сюр Алзѐт (на френски: Esch-sur-Alzette, [ɛʃ syʁ alzɛt]; на люксембургски: Esch-Uelzecht, [ˌæʒ ˈuəltsəɕt]) е град в югозападната част на Люксембург, административен център на кантона Еш сюр Алзет. Населението му е около 37 455 души (1 януари 2024).
Разположен е на 279 метра надморска височина на Лотарингското възвишение, на границата с Франция и на 17 километра югозападно от центъра на град Люксембург. Селището се споменава за пръв път през 1128 година, като се разраства през втората половина на XIX век, когато в района е открита желязна руда и започва развитието на черна металургия. Днес Еш е вторият по големина град в страната.
Най-успешните местни футболни отбори са „Фола Еш“ и „Жонес Еш“, който използва стадиона „Стад дьо ла Фронтиер“.

## Известни личности
Родени в Еш сюр Алзет
- Вивиан Рединг (р. 1951), политик
- Люк Фриден (р. 1963), политик